# Sanja Trivunović
Sanja Trivunović est une joueuse de volley-ball serbe née le 29 mars 1990 à Belgrade. Elle mesure 1,85 m et joue au poste de réceptionneuse-attaquante. 

## Clubs
| Club                 | De        | À         |
| -------------------- | --------- | --------- |
| Volley Star          | 2002-2003 | 2005-2006 |
| OK Vizura            | 2006-2007 | 2007-2008 |
| Radnički Beograd     | 2008-2009 | 2008-2009 |
| OOK Kolubara         | 2009-2010 | 2009-2010 |
| OK Vizura            | 2010-2011 | 2010-2011 |
| ŽOK Dinamo           | 2011-2012 | 2011-2012 |
| ŽOK Železničar       | 2012-2013 | 2013-2014 |
| ŽOK Jedinstvo        | 2014-2015 | 2015-2016 |
| AEL Limassol         | 2016-2017 | 2016-2017 |
| MKS Dąbrowa Górnicza | 2017-2018 | 2017-2018 |
| VK Almaty            | 2018-2019 | 2018-2019 |
| ŽOK Ub               | 2019-2020 | …         |

## Palmarès
- Coupe de Serbie
  - Vainqueur : 2020.
  - Finaliste : 2016.
- Championnat de Serbie
  - Finaliste : 2016.
- Championnat de Chypre
  - Finaliste : 2017.
- Coupe de Chypre
  - Finaliste : 2017.